# 58
Năm 58 là một năm trong lịch Julius. 

## Sinh
Không rõ ngày tháng
- Hán Chương Đế, vua thứ 18 của Nhà Hán.